# Pescado original
Pescado original es el nombre del duodécimo álbum de estudio del grupo de rock argentino Enanitos Verdes, El álbum salió a la venta por Universal Music el 4 de julio de 2006. En este disco aparecen 14 nuevas canciones y un nuevo sencillo llamado “Mariposas”.
El tema «El viejo» pertenece a Pappo. Está en el disco Pappo's Blues (vol. 1) (1971).

## Lista de canciones
| Pescado original |                                                  |                                                         |          |  |
| N.º              | Título                                           | Escritor(es)                                            | Duración |  |
| 1.               | «A las tres»                                     | Marciano Cantero · Lazcano Malo                         | 3:59     |  |
| 2.               | «Mariposas»                                      | Felipe Staiti                                           | 3:41     |  |
| 3.               | «Y tú que vienes»                                | Marciano Cantero · Felipe Staiti                        | 3:50     |  |
| 4.               | «El viejo»                                       | Pappo                                                   | 3:52     |  |
| 5.               | «Sola» (con Cecilia Noël)                        | Marciano Cantero · Coti Sorokin                         | 3:47     |  |
| 6.               | «Esta mañana»                                    | Felipe Staiti · Coti Sorokin                            | 4:09     |  |
| 7.               | «Houdini 2» (con Yotuel Romero y Slick Rick)     | Marciano Cantero · Daniel Martin                        | 6:05     |  |
| 8.               | «Noche cualquiera»                               | Felipe Staiti                                           | 5:09     |  |
| 9.               | «Tentación»                                      | Felipe Staiti                                           | 4:17     |  |
| 10.              | «Manzana»                                        | Marciano Cantero · Horacio Gómez · Rolando Salgado Díaz | 3:55     |  |
| 11.              | «Elena» (Inspirada en la guerra de las Malvinas) | Felipe Staiti                                           | 3:34     |  |
| 12.              | «Qué hacemos?»                                   | Felipe Staiti                                           | 3:01     |  |
| 13.              | «Ya no estaré»                                   | Marciano Cantero · Daniel Piccolo                       | 4:34     |  |
| 14.              | «Me permití soñar»                               | Marciano Cantero · Julieta Venegas                      | 3:58     |  |

## Músicos
Enanitos Verdes
- Marciano Cantero – voz y bajo.
- Felipe Staiti – guitarra.
- Daniel Piccolo – batería.

Canciones
- «A las tres»: guitarra acústica por Marciano Cantero, y coral sitar por Felipe Staiti.
- «Mariposas»: guitarra eléctrica por Jeff Baxter.
- «Y tú qué vienes»: saxo por Don Markese, y coral sitar por Felipe Staiti.
- «Esta mañana»: guitarra lead por Juan Pablo Staiti.
- «Houdini 2»: relatos por Ana Maria Monteros y Scott Conrad, loops y ambientación por Daniel Martin.
- «Noche cualquiera»: lap steel y guitarra eléctrica por Jeff Baxter, dirección y arreglos de cuerdas por Ruy Flogueira, y cuerdas por Camerata Palm Av.
- «Tentación»: piano por Joaquín de Los Angeles, coros por Juan Pablo Staiti y Daniel Piccolo, y palmas por Los Palmeros (Luis Conte, Natalio Staiti, Marciano Cantero y Daniel Piccolo).
- «Manzana»: ukelele por Marciano Cantero.

## Datos técnicos
Percusión a cargo de: Luis Conte, teclados: Jon Gilutin, arte y diseño del disco: Victor Lau, producido por: Enanitos Verdes. coproducido por: Gustavo Borner, ingeniero de grabación, mezcla y mastering: Gustavo Borner, asistente de grabación: Scotto Conrad, coordinador de producción en Burbank: Daniel Borner, coordinación de producción: Juan C. Mendiry/Ohanian Producciones.
Grabado, mezclado y masterizado en Igloo Music, Burbank, California durante enero y febrero del 2006.